# 冠英坊
冠英坊，是位于中国福建省宁德市蕉城区七都镇七都街的一个清代古建筑，宁德市（县级）人民政府于1992年12月将其公布为第二批县级文物保护单位。
冠英坊是为纪念明朝刑部尚书林聪及其侄子林文迪而立，占地面积30平方米，始建于明朝景泰三年（1452年），清朝乾隆五年（1740年）重建，1990年重修，为石构歇山顶，高5米，面阔4米，1间3楼。